# Ducat de Luxemburg
El ducat de Luxemburg fou una jurisdicció feudal del Sacre Imperi Romanogermànic, formada amb l'antic comtat de Luxemburg. El 1354 el comtat de Luxemburg fou elevat a ducat per Carles IV del Sacre Imperi Romanogermànic en favor del seu germà.

## Administració
- la batllia d'Orchimont (Orchimont, Han-sur-Lesse, Mirwart)
- el districte d'Arlon (Arlon, Esch-sur-Sûre)
- el districte de Bronsfeld (Bronsfeld, Schonecken)
- el districte de Bastogne (Bastogne, Amberloup, Fauvillers, Wiltz, Clervaux)
- el districte de Chiny (Chiny, Florenville, Herbeumont, Izel, Orval, Étalle)
- el districte de Diekirch (Diekirch, Larochette, Mersch)
- el districte de Durbuy (Durbuy, Aywaille)
- el districte d'Houffalize (Houffalize, Vielsalm)
- el districte de Marche (Marche-en-Famenne, Nassogne)
- el districte de Neufchâteau (Neufchâteau, Saint-Hubert, Cugnon)
- el districte de Laroche (La Roche-en-Ardenne, Tenneville)
- el districte de Luxemburg (Luxembourg, Heisdorf, Differdange, Remich, Grevenmacher, Wasserbillig, Echternach)
- el districte de Saint-Vith
- el districte de Vianden (Vianden, Dasbourg)
- el districte de Virton

## Història
El ducat fou integrat als Països Baixos borgonyons fins al 1549 quan va passar al govern dels Països Baixos dels Àustries. El 1581 el govern es va dir Països Baixos Meridionals al separar-se la part septentrional. El 1718 Luxemburg va quedar dins els Països Baixos Austríacs. Del 1795 al 1815 fou part del departament de Forêts (Boscos) de la revolució i l'imperi; de 1815 a 1890 Luxemburg fou una possessió personal del Rei dels Països Baixos; el rei Guillem III dels Països Baixos va morir sense descendència masculina viva i el va succeir la seva filla Guillemina dels Països Baixos que no podia optar a la successió a Luxemburg on regia la llei sàlica, i el ducat va passar a Adolf de la família dels antics ducs de Nassau que foren grans ducs de Luxemburg. La llei sàlica fou suprimida a l'inici del segle xx.
Al segle xvi el rei de França va reconèixer el títol de duc de Luxemburg a una branca familiar, però sense que comportés cap possessió territorial; aquestos foren els ducs de Piney-Luxembourg.

## Ducs de Luxemburg
- 1353 - 1383: Wenceslau Ier (1337 † 1383), germà, fill de Joan el Cec i de Beatriu de Borbó. Duc de Brabant i Limburg per matrimoni, el 1364 va comprar el comtat de Chiny.

casat el 1352 amb Joana de Brabant (1322 † 1406), filla de Joan III, duc de Brabant i de Limburg, i de Maria d'Évreux.
- 1383 - 1419: Wenceslau II (1361 † 1419), nebot, fill de Carles IV del Sacre Imperi Romanogermànic i d'Anna de Schweidnitz. Rei de Bohèmia el 1363, elegit emperador el 1376 i deposat el 1400

casat en primeres noces el 1370 amb Joana de Baviera (1356 † 1386),
casat en segones noces el 1389 amb Sofia de Baviera-Munich (1376 † 1425).
A partir de Wenceslau II, els ducs de Luxemburg van concedir el ducat en penyora a alguns prínceps a canvi d'una quantitat de diners que quan retornaven els permetia recuperar el ducat. Com que no van poder tornar les quantitats, el ducat va acabar passant als seus posseïdors efectius.
| duc titular | | duc efectiu |
| - 1388 - 1419: Wenceslau II - 1419 - 1437: Segimon, germà (casat primer amb Maria d'Hongria, i després amb Barba de Cilly), emperador, rei d'Hongria - 1437 - 1442: Elisabet, filla, casada amb Albert II d'Habsburg, arxiduc d'Àustria, emperador, rei de Bohèmia i d'Hongria - 1442 - 1457: Ladislau d'Habsburg, fill del precedent, rei de Bohèmia i d'Hongria - 1457 - 1459: Anna de Habsburg, germana, casada amb Guillem II de Saxònia, landgravi de Turíngia. No podent fer valdre els seus drets sobre Luxemburg els va cedir al rei de França, descendent de Bona de Luxemburg. - 1459 - 1461: Carles VII, rei de França - 1461: Lluís XI, rei de França, fill. Va cedir els seus drets a Luxemburg a Felip el Bo de Borgonya en agraïment a l'ajuda que aquest li havia donat quan era delfí. | - 1388 - 1402: Jobst de Moràvia, nebot de Carles IV, marcgravi de Moràvia i de Brandenburg, que va cedir els seus drets a Lluís d'Orleans, a canvi d'una renda vitalícia - 1402 - 1407: Lluís de França, duc d'Orleans - 1407 - 1411: Jobst de Moràvia, altre cop; va recuperar els seus drets al morir Lluís d'Orleans - 1411 - 1433: Elisabet de Görlitz, neboda de Wenceslau II i de Segimon. Endeutada va vendre Luxemburg a Felip III el Bo de Borgonya - 1444 - 1467: Felip el Bo, duc de Borgonya |             |